# Diàdocs

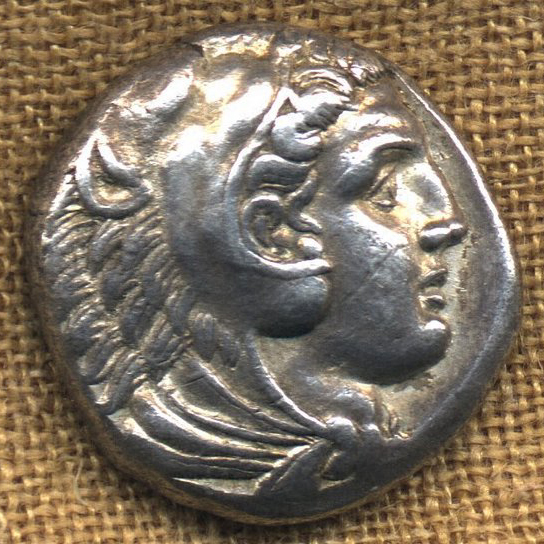
Efígie d'Alexandre el Gran

Diàdocs, del grec antic: διάδοχοι, 'successors', foren aquells generals d'Alexandre el Gran que, després de la seva inesperada mort el 323 aC, es van repartir l'imperi. Els diàdocs es van disputar entre ells el poder i l'hegemonia, i els conflictes es prolongaren durant la següent generació (els fills dels diàdocs serien anomenats epígons, ἐπίγονοι). Aquest període successori, que va durar uns trenta anys, fou anomenat dels "diàdocs", i va comportar nombroses guerres anomenades Guerres dels Diàdocs.

## Successió d'Alexandre

### Mort d'Alexandre (323 aC)
Amb la seva mort el 10 de juny del 323 aC, Alexandre deixava un vast imperi format per molts territoris poc cohesionats que operaven amb un alt grau d'independència. L'imperi d'Alexandre s'estenien des de la mateixa Macedònia i les polis gregues que el seu pare havia sotmès, fins a Bàctria i regions de l'Índia a l'est, passant per Anatòlia, el Xam, Egipte, Babilònia i Pèrsia.
Sense un successor clar, de seguida hi hagué disputes sobre qui havia d'heretar l'imperi. Un dels generals amb més influència en l'elecció era Perdicas, comandant de la cavalleria a qui Alexandre hauria entregat el seu anell abans de morir. Perdicas va defensar d'esperar al part de la reina Roxana per proclamar el fill d'Alexandre, si resultava ser mascle. Però el general Meleagre i la infanteria van donar suport a Filip Arrideu, mig germà bastard d'Alexandre i psíquicament disminuït.
A l'assemblea de l'exèrcit que va seguir, Perdicas va cedir a la pressió dels comandants i va acceptar la proclamació d'Arrideu com a rei, títol que compartiria amb el futur fill de Roxana si resultava ser nen (com efectivament va ser: uns mesos després naixia Alexandre IV de Macedònia). Perdicas actuaria com a regent de tot l'imperi i Meleagre actuaria com el seu segon. Perdicas, però, va fer assassinar Meleagre i altres líders de la infanteria que s'hi havien oposat.

### El primer repartiment
Els generals que havien donat suport a Perdicas van ser recompensats en la partició de Babilònia sent nomenats sàtrapes de les diverses subdivisions de l'imperi: Ptolemeu rebé Egipte, Laomedó rebé Síria i Fenícia, Filotes rebé Cilícia, Pitó rebé Mèdia, Antígon el borni rebé Frígia, Lícia i Pamfília, Asandre rebé Cària, Menandre rebé Lídia, Lisímac rebé Tràcia, Lleonat la Frígia Hel·lespòntica, i Neoptòlem rebé Armènia.

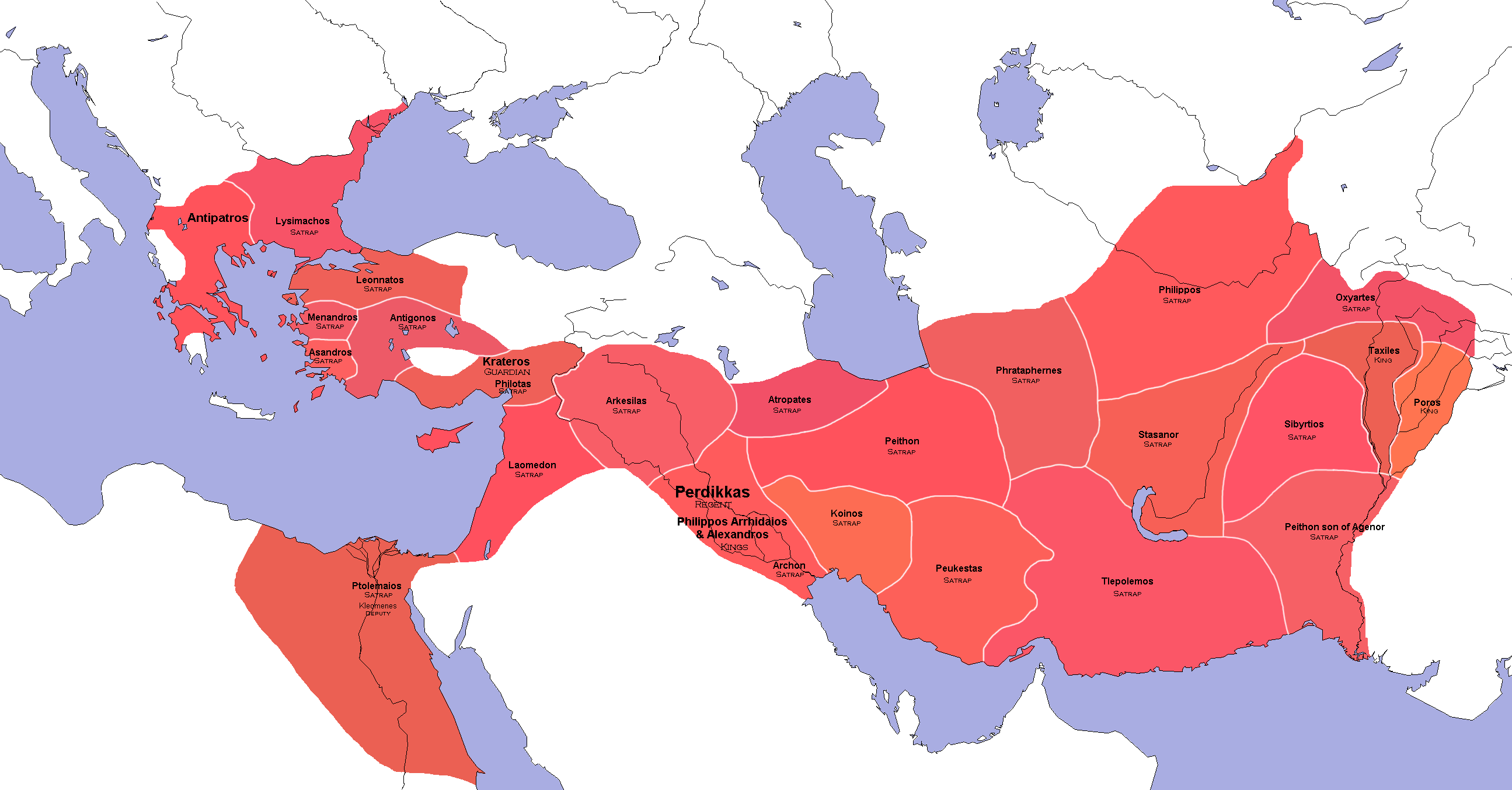
El primer repartiment de l'Imperi a la mort d'Alexandre

Macedònia i la resta de Grècia quedaven sota el govern conjunt d'Antípater (que ja havia estat regent durant el regnat d'Alexandre) i Cràter (que l'havia de rellevar poc abans de la mort d'Alexandre). Al secretari personal d'Alexandre, Èumenes de Cardia, li correspongué Capadòcia i Paflagònia.
A l'est Perdicas no va tocar els nomenaments d'Alexandre: Poros i Tàxiles continuaren governant els seus regnes a l'Índia, i també continuaven com a governadors el sogre d'Alexandre Oxiartes a Gandhara, Sibirti a Carmània, Estasànor a Drangiana, Filip a Bactres i Sogdiana, Fratafernes a Pàrtia i Hircània, Peucestes a Persis, Tlepòlem a Carmània, Atròpat a Mèdia, Arcó a Babilònia, i Arquelau a la Mesopotàmia nord.
L'imperi d'Alexandre continuava formalment com una unitat, i la majoria dels generals assumien que el seu càrrec de sàtrapes era temporal.

### Revoltes contra els macedonis (323-322 aC)
Mentrestant, les notícies de la mort d'Alexandre havien incitat una revolta a Grècia, coneguda com la Guerra de Làmia. Atenes i d'altres ciutats es van unir contra la dominació macedònia, assetjant Antípater a la seva fortalesa de Làmia. Antípater rebé l'ajuda de reforços liderats per Lleonat, que morí en batalla. La guerra no finalitzà fins que Cràter va arribar amb les seves tropes i derrotà els atenencs a la batalla de Crannó, el 5 de setembre del 322 aC. La derrota d'Atenes va significar la fi de la polis com a forma de govern, que era substituïda pels regnes hel·lenístics dels diàdocs. Per la seva banda, Pitó va reprimir una revolta dels colons grecs a la part occidental de l'Imperi, i Perdicas i Eumenes van subjugar Capadòcia.

## Guerres dels Diàdocs

### Primera Guerra dels Diàdocs (322-320 aC)
Alguns dels generals més poderosos no es volien resignar a la supremacia de Perdicas. El seu matrimoni amb la germana d'Alexandre Cleòpatra, va portar a Antípater, Cràter, Antígon i Ptolemeu a formar una aliança secreta contra ell.
La guerra va esclatar quan Ptolemeu va robar el cos d'Alexandre i se'l va endur a Egipte, des d'on passà a actuar com un sobirà independent. Èumenes va derrotar els rebels a l'Àsia Menor en una batalla en la qual morí Cràter, però quan Perdicas es dirigia cap a la invasió d'Egipte va ser traït per Pitó, Seleuc i Antígenes i fou assassinat en un motí.
Els rebels van pactar amb els assassins de Perdicas, nomenant Pitó regent de l'imperi. Pitó era un oficial poc capaç que permetia al sàtrapes governar amb més independència. Les poques qualitats de Pitó van ofendre la resta dels generals i es va organitzar una conferència a Triparadisos el 321 aC on Antípater fou designat com a regent de l'Imperi i les satrapies es van tornar a repartir:
- Els líders rebels supervivents consolidaven el seu poder convertint-se en els grans poders d'Europa, Anatòlia i Àfrica: amb la mort de Cràter, Antípater es convertia en el governant de Grècia en solitari. Antígon continuava governant Frígia, Lícia, i Pamfília, i guanyava Licaònia, i Ptolemeu retenia Egipte i Líbia.
- Els assassins de Perdicas van ser recompensats: a Pitó se li va confirmar Mèdia, Seleuc va rebre Babilònia, i a Antígenes li va correspondre Susiana.
- Es van confirmar els governs de Filoxé a Cilícia, Peucestes a Persis, Laomedó a Síria, Tlepòlem a Carmània, Asandre a Cària, Oxiartes a Gandhara, Poros a l'Índia del sud, a Tàxiles la Terra de l'Hidaspes.
- Estasànor va deixar a Estasandre la satrapia de Drangiana, i va obtenir les més importants de Bactris i Sogdiana que fins aleshores havien estat governades per Filip. Aquest va passar a ser sàtrapa de Pàrtia.
- Sibirti va deixar Carmània i obtingué Aracòsia.
- Es nomenaren nous governadors a algunes satrapies: Nicànor a Capadòcia, Amfímac a Mesopotàmia, Clit a Lídia i a Arrideu la Frígia Hel·lespòntica.
- Èumenes, que s'havia mantingut fidel a Perdicas, es va veure desposseït de la seva satrapia i es va encarregar a Antígon que el capturés i executés.

### Segona Guerra dels Diàdocs (319-315 aC)
A la mort d'Antípater, el 319 aC, la guerra va tornar a esclatar. Antípater havia designat el seu general Polispercó com a successor en comptes del seu fill Cassandre. Aquest obtingué el suport d'Antígon i Ptolemeu, als que agradava que les satrapies es convertissin en hereditàries, i aconseguí expulsar a Polispercó de Macedònia. Polispercó, però, es va endur al jove rei Alexandre i la seva mare Roxana a Epir, i es va aliar amb Èumenes i amb Olímpia (la mare d'Alexandre el Gran). Aquesta facció s'erigí en la defensora d'un imperi cohesionat enfront dels que volien la màxima autonomia pels diferents regnes.
Polisèrpercó i Olímpia van aconseguir envair Macedònia, derrotant un exèrcit comandat pel rei Felip Arrideu i la seva esposa Eurídice. Olímpia els va fer matar a tots dos. Però el 317 aC la sort aviat va canviar i Cassandre va recuperar el control de Macedònia, capturant Olímpia i fent-la matar. També va recuperar el rei Alexandre i la seva mare.
Mentrestant, a Àsia, Èumenes combatia els exèrcits d'Antígon. Després d'enfrontar-se a Pasitigris (317 aC) i a la batalla de Gabiene (316 aC), Èumenes va ser traït per les seves pròpies tropes i entregat a Antígon, que el va fer executar el 315 aC.

### Tercera Guerra dels Diàdocs (314-311 aC)

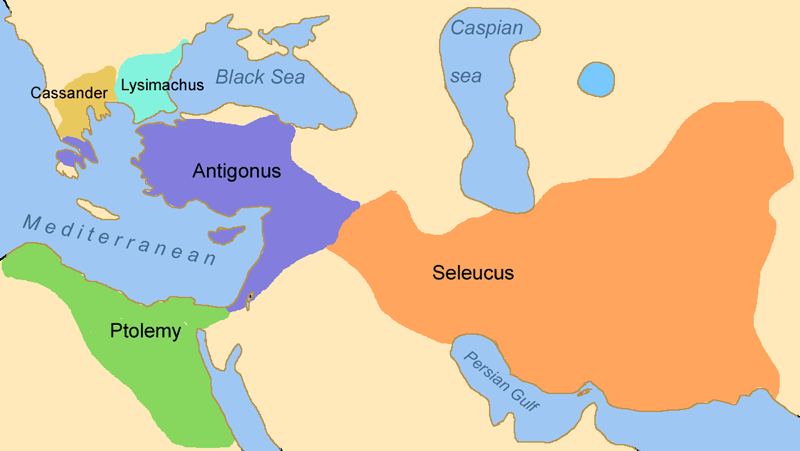
Divisió de l'Imperi vers l'any 310 aC.
Domini d'Antígon el borni
Domini de Ptolemeu I Soter
Domini de Cassandre
Domini de Lisímac de Tràcia
Domini de Seleuc I Nicàtor

Amb la mort d'Èumenes, Antígon havia aconseguit el control efectiu de tota l'Àsia i s'havia convertit en el diàdoc més poderós. Ptolemeu, Lisímac i Cassandre es van unir en contra seu. Per part seva, Antígon es va aliar amb Polispercó, que encara controlava part del Peloponès, i va proclamar als grecs com a poble lliure per guanyar el seu suport.
A Àsia la guerra va ser més desfavorable a Antígon. El seu fill Demetri Poliorcetes va ser derrotat a Gaza els 312 aC, i Seleuc es fa afegir a la guerra afermant el seu control Babilònia i bloquejant l'accés a les parts més orientals de l'Imperi. Antígon va signar la pau amb Ptolemeu, Lisímac i Cassandre, però va continuar la guerra amb Seleuc per recuperar el control sobre el límits orientals. Tot i que va aconseguir entrar a Babilònia el 310 aC, al final Antígon fou derrotat.
Per la seva banda, Cassandre va fer assassinar el jove rei Alexandre IV i la seva mare Roxana, posant fi a la dinastia argéada que havia regnat Macedònia durant quatre segles.
La derrota d'Antígon i la mort del rei va significar la fi de la possibilitat que l'Imperi es mantingués unit. Els diàdocs més poderosos governaven de forma plenament autòcrata i només era qüestió de temps que es comencessin a proclamar reis a les seves respectives regions.

### Quarta Guerra dels Diàdocs (308-301 aC)

Regnes dels Diàdocs després de la batalla d'Ipsos (301 aC).
Regne de Ptolemeu I Soter
Regne de Cassandre
Regne de Lisímac de Tràcia
Regne de Seleuc I Nicàtor

Davant l'expansió de Ptolemeu a Xipre i a l'Egeu, i l'expansió del poder de Seleuc als extrems orientals de l'Imperi, Antígon va reprendre la guerra. Va enviar el seu fill Demetri a recuperar Grècia, on aconseguí prendre Atenes el 307 i la proclamà ciutat lliure. Després es dirigí a Xipre, on va vèncer la flota de Ptolemeu a la batalla de Salamina de Xipre. Després d'aquesta victòria Antígon i Demetri es van proclamar reis, però aviat Ptolemeu, Seleuc, Lisímac i Cassandre van fer el mateix pas.
Inicialment l'enfrontament era favorable a Antígon i Demetri, contenint Ptolemeu a Egipte i expulsant Cassandre de Grècia. Lisímac va envair Anatòlia, forcant a Demetri a deixar Tessàlia i tornar a l'Àsia Menor per ajudar el seu pare. Lisímac va quedar aïllat prop d'Ipsos, però l'exèrcit de Seleuc van arribar a temps des de l'est. En la batalla d'Ipsos va morir Antígon, i el seu fill Demetri va haver de fugir a Grècia on intentà conservar el poder que hi tenia. Lisímac i Seleuc es van repartir entre ells els territoris que havien estat d'Antígon.

### Cinquena guerra: la successió a Macedònia (298-285 aC)
La següent guerra es va centrar a Macedonia i Grècia i va arribar amb la mort de Cassandre el 297 aC. Els seus dos fills, Antípater i Alexandre, resultaren ser poc capaços en el govern, i s'acabaren enfrontant en una guerra civil. Alexandre va demanar ajuda al rei Pirros de l'Epir i a Demetri Poliorcetes, que havia aconseguit mantenir el control del Peloponès, Xipre i moltes illes de l'Egeu. Per la seva banda Antípater va cercar el suport del seu sogre Lisímac.
Irònicament, Alexandre va ser assassinat per Demetri i Antípater morí a mans de Lisímac. El 287 aC Demetri intentà envair els territoris orientals, però fou capturar per Seleuc i morí en captivitat dos anys més tard. La Grècia continental es va repartir entre Lisímac (que va recuperar l'Anatòlia occidental), Seleuc (que obtingué Cilícia) i Ptolemeu (que rebé Xipre i Lícia). D'aquesta manera els regnes dels diàdocs quedaven reduïts a tres.

### Sisena Guerra dels Diàdocs (285-281 aC)
A Egipte, Ptolemeu va decidir nomenar hereu al seu fill petit Ptolemeu Filadelf en comptes del seu fill gran Ptolemeu Ceraune. Ceraune va marxar a la cort de Seleuc i a la mort de Ptolemeu el 282, Filadelf el va succeir.
A Àsia, Lisímac va fer executar el seu fill Agàtocles a instàncies de la seva segona esposa Arsinoe (282). La vídua del fill també va buscar refugi amb Seleuc, i el va induir a declarar la guerra a Lisímac. Tot i els seus 81 anys, Seleuc va deixar el seu fill Antíoc Sòter al càrrec de l'imperi i va conduir els seus exèrcits fins a la victòria a la Batalla de Corupedi. Lisímac va morir en la batalla, però Ceraune va aprofitar l'ocasió per trair i assassinar Seleuc. Ceraune aleshores es va apoderar del tron de Macedònia.

### Invasions gal·les i estabilització (280-275 aC)
Els regnes dels diàdocs vers el 275 aC.
Ceraune no va poder gaudir del tron macedoni gaire temps. La mort de Lisímac havia deixat la frontera del Danubi oberta a les invasions dels bàrbars, i aviat nombroses tribus dels gals van penetrar a Grècia i a l'Àsia Menor. Ceraune va morir combatent els invasors.
Després d'uns anys de caos, Antígon Gònates (fill de Demetri Poliorcetes) es va erigir com a rei de Macedònia. A Àsia Antíoc va aconseguir expulsar els invasors, que s'acabarien establint en una zona de l'Anatòlia central que rebria el seu nom: Galàcia.
Finalment, cinquanta anys després de la mort d'Alexandre, les dinasties i les fronteres dels regnes dels diàdocs van arribar a una situació d'estabilitat. Els ptolemeus governaven a Egipte, Síria i diversos territoris a la costa sud de l'Àsia Menor, els selèucides als vastos territoris asiàtics, i els antigònides a Macedònia i Grècia.

## Historiografia
Des de l'antiguitat i fins al segle xix l'època dels diàdocs rebia una consideració generalment negativa. Segons Plutarc la mort de Demòstenes l'any 322 aC va significar la fi de la llibertat. El període dels diàdocs va representar el final de la Grècia Antiga i l'inici de la decadència de l'hel·lenisme.
Va ser l'historiador alemany Johann Gustav Droysen que va reavaluar positivament el que van representar els regnes dels diàdocs, qualificant l'hel·lenisme com "una època moderna a l'antiguitat". Droysen qüestionava la idealització de l'època clàssica i atorgava als diàdocs el mèrit de superar el sistema individualista de les polis aconseguint regnes de més dimensions gràcies a una planificació política i econòmica centralitzada. Va ser Droysen el qual va idear els termes «diàdoc» i «epígon».
No hi ha consens en la percepció actual dels diàdocs. Al seu llibre From Alexander to Actium, l'historiador nord-americà Peter Green en fa una avaluació bastant més negativa que, per exemple, les de Graham Shipley i Hans-Joachim Gehrke. L'historiador alemany contemporani Demandt defensa les conclusions de Droysen i veu paral·lelismes entre el pas de l'edat clàssica a l'hel·lènica amb el pas de l'edat mitjana a la moderna: ambdues transicions haurien estat marcades per una ampliació de l'espai vital, l'establiment de règims colonials en nacions menys desenvolupades, progrés científic i tècnic, increment del comerç internacional i la urbanització.